# HB Käerjeng
HB Käerjeng is een handbalvereniging uit Käerjeng, Luxemburg. Het eerste herenteam komt uit in de hoogste Luxemburgse herencompetitie en het eerste damesteam komt uit in de hoogste Luxemburgse damescompetitie.
De vereniging werd in 1974 opgericht onder de naam HC Baschare, die later werd veranderd in HBC Baschare. Op 27 juni 2012, na de gemeentelijke herindeling op 1 januari van datzelfde jaar waarbij Bascharage en Clemency de nieuwe gemeente Käerjeng vormden, werd de naam nogmaals veranderd, namelijk in HB Käerjeng.
Van 2011 tot en met 2014 heeft de herenploeg 3 seizoenen, waarvan het eerste seizoen onder de naam HBC Bascharage, deelgenomen aan de Benelux Liga, maar wist de laatste 4 nooit te bereiken.

## Erelijst

### Heren
| Competitie    | Aantal | Jaren                              |
| ------------- | ------ | ---------------------------------- |
| Nationaal     |        |                                    |
| Landskampioen | 2x     | 2013-14, 2017-18                   |
| Bekerwinnaar  | 4x     | 2003-04, 2007-08, 2014-15, 2015-16 |

1. ↑  Seizoen 2003-04 en 2007-08 onder de naam HBC Baschare

### Dames
| Competitie    | Aantal | Jaren |
| ------------- | ------ | --- |
| Nationaal     |        | |
| Landskampioen | 32x    | 1977-78, 1978-79, 1979-80, 1980-81, 1981-82, 1982-83, 1983-84, 1984-85, 1985-86, 1986-87 1990-91, 1991-92, 1992-93, 1993-94, 1994-95, 1995-96, 1996-97, 1997-98, 1998-99, 1999-00 2000-01, 2001-02, 2002-03, 2003-04, 2004-05, 2005-06, 2006-07, 2007-08, 2008-09, 2017-18 2018-19, 2019-20 |
| Bekerwinnaar  | 20x    | 1975-76, 1980-81, 1983-84, 1984-85, 1993-94, 1994-95, 1995-96, 1996-97, 1998-99, 1999-00 2000-01, 2001-02, 2002-03, 2003-04, 2004-05, 2005-06, 2006-07, 2007-08, 2008-09, 2018-19 |

1. 1 2  Tot en met seizoen 2008-09 onder de naam HBC Baschare